# Xylofagou
Xylofagou (in greco Ξυλοφάγου? [localmente [ksiloˈfau] ]) è un vasto villaggio greco-cipriota situato vicino all'autostrada A3 tra Dhekelia (Larnaca) e Paralimni/Agia Napa. Si trova sul fianco settentrionale di una collina,  ai margini di un'area di un gruppo di diversi villaggi simili conosciuti come "Kokkinochoria" ("i villaggi rossi"), noti per la coltivazione di ortaggi, in particolare patate, sul suolo rosso.

## Etimologia
"Xylo" è la parola greca per "legno" e un "fagou" è un arrosto allo spiedo di tipo grigliata estremamente popolare usato nei giorni festivi e nei giorni di festa per cucinare il souvlaki. La maggior parte del villaggio si trova nel distretto di Larnaca.

## Punti di riferimento
Il paese ospita una torre di avvistamento veneziana medievale.
Vicino Xylofagou si trova la Grotta dei 40 martiri, dove i soldati cristiani sacrificarono la propria vita nel XVI secolo per sfuggire alla conquista da parte degli ottomani durante la guerra di Cipro.
Per commemorare il ruolo essenziale svolto dalla patata nell'insediamento e nella crescita della comunità, nel villaggio è stata eretta una statua di patata alta 16 piedi. La statua si è rivelata controversa, poiché derisa da alcuni per la sua forma suggestiva. Il capo della comunità George Tasou ha risposto ai commenti affermando "Non sono preoccupato perché ha portato pubblicità al nostro villaggio e spero che promuoverà la patata di Cipro in tutto il mondo".

## Torre di Xylofagou
La torre di Xylophagou è una torre di avvistamento veneziana situata a Pyrgos, a sud di Xylofagou.